# Prostorsko planiranje
Poglavitna naloga prostorskega planiranja je v spretnem in uravnoteženem usklajevanju med krajevnimi, medkrajevnimi (regionalnimi) in državnimi interesi. Prostorsko planiranje ureja in koordinira (namensko) racionalno rabo prostora. V pokrajini (državi) želi ustvariiti funkcionalno, gospodarno, humano in estetsko okolje, v katerem imajo ljudje primerne pogoje za bivanje, delo in rekreacijo.
Sorodni pojmi:
- regionalno prostorsko planiranje
- regionalni razvoj
- regionalni management
- trajnostni razvoj